# Johnny Miller

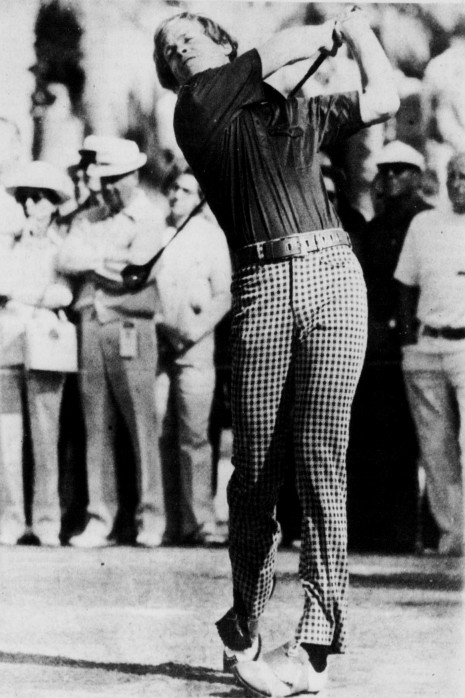
Johnny Miller in 1975

Johnny Miller (San Francisco, 29 april 1947) is een Amerikaans golfprofessional.

## Amateur
In 1964 won Miller het US Junior Kampioenschap. 

In 1966 ging hij naar de Olympic Country Club in San Francisco, waar hij lid was, en waar hij wilde caddiën tijdens het US Open. Hij kwalificeerde echter zelf voor het toernooi, en eindigde als beste amateur op de 8ste plaats.
Miller studeerde aan de Brigham Young University, waar bijna alle studenten mormoon zijn.

## Professional
In 1969 werd Miller professional. Een jaar later stond hij op de 40ste plaats van de Order of Merit en in 1971 won hij zijn eerste toernooi. Tijdens de Masters eindigde hij met Nicklaus op een gedeelde tweede plaats.
Miller leek de beste golfer van Amerika te worden en verdiende in 1974 en 1975 ruim $ 600.000. Hij stond die jaren nummer twee op de wereldranglijst. Ook had hij een kledingsponsor voor een miljoen dollar per jaar. Dat was zijn top, hij speelde onbevangen en zei " Geluk is als je slechte ballen toch nog goed gaan".
Miller was nooit erg ambitieus, en speelde voor zijn plezier. Hij vond het reizen vervelend. Na het winnen van het Amerikaans en Brits Open, waar hij had laten zien wat hij kon, kwam de ommekeer. Zijn prioriteit werd nu zijn gezin. In 1977 werd het eerste van zes kinderen geboren. Hij bleef wel toernooien spelen, en behield altijd zijn spelerskaart.
Miller is Mormoon en woont sinds het begin van de 80'er jaren in Utah.

### Gewonnen
- 1964: US Junior Championship

#### Majors
- 1973: US Open
- 1976: Brits Open

#### Amerikaanse Tour
- 1971: Southern Open Invitational
- 1972: Sea Pines Heritage Classic
- 1974: Bing Crosby National Pro-Am, Phoenix Open, Dean Martin Tucson Open, Sea Pines Heritage Classic, Tournament of Champions, Westchester Classic, World Open Golf Championship, Kaiser International Open Invitational
- 1975: Phoenix Open, Dean Martin Tucson Open, Bob Hope Desert Classic, Kaiser International Open Invitational
- 1976: NBC Tucson Open, Bob Hope Desert Classic
- 1980: Jackie Gleason-Inverrary Classic
- 1981: Joe Garagiola-Tucson Open, Glen Campbell-Los Angeles Open
- 1982: Wickes-Andy Williams San Diego Open
- 1983: Honda Inverrary Classic
- 1987: AT&T Pebble Beach National Pro-Am
- 1994: AT&T Pebble Beach National Pro-Am

#### Elders
- 1973: Trophée Lancôme (nog geen deel van de Europese Tour)
- 1974: Dunlop Phoenix Tournament (Japan Golf Tour)
- 1979: Trophée Lancôme
- 1981: Million Dollar Challenge (Zuid-Afrika)
- 1983: Spalding Invitational

### Teams
- World Cup: 1973 (winnaars met Jack Nicklaus, beste individuele score)
- Chrysler Team Championship: 1983 (met Jack Nicklaus)